# 北海道旅客鉄道鉄道事業本部

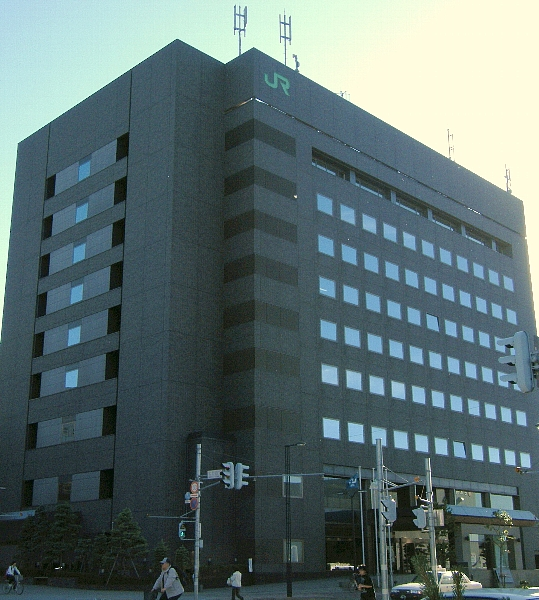
本社屋

北海道旅客鉄道鉄道事業本部（ほっかいどうりょかくてつどうてつどうじぎょうほんぶ）は、北海道旅客鉄道（JR北海道）本社内の組織（現業機関）である。鉄道事業本部が置かれる本社の所在地は、北海道札幌市中央区北11条西15丁目1-1。
旧国鉄北海道総局（一時期札幌鉄道管理局として分離）に相当する。

## 沿革
- 1950年1月1日 : 札幌鉄道管理局発足。札幌駅近接部に設置。
- 1970年8月15日 : 北海道支社を札幌鉄道管理局と統合し、北海道総局となる。
- 1976年11月 : 北海道総局から分離し、再び札幌鉄道管理局を設置。
- 1985年3月20日 : 札幌鉄道管理局を再び北海道総局に統合。
- 1987年4月1日 : 国鉄分割民営化。旧札幌鉄道管理局に相当する業務を鉄道事業本部として引き継ぐ。
- 1995年12月 : 本社機能を札幌駅敷地内から隣の桑園駅前に竣工した本社屋へ移転。
- 2019年4月1日 : 石勝線 夕張支線（新夕張 - 夕張間）を廃止。
- 2020年5月6日 : 札沼線 北海道医療大学 - 新十津川間を廃止。

## 管轄路線
道央地区の路線を中心に管轄している。
路線
※本社と支社の境界は富良野線を除いて、いずれも閉塞区間上にあるため、境界線の内側の停車場（駅・信号場など）を記載している。なお、◇が付いた路線は全線が管轄区間内に入っている路線、●印が付いた路線は他線接続駅しか管理区間内に入っていない路線である。
| 路線名    | 区間                            | 営業キロ | 備考                               |
| --------- | ------------------------------- | -------- | ---------------------------------- |
| 函館本線  | 目名駅 - 滝川駅                 | 225.4km  |                                    |
| 根室本線  | 滝川駅 - 富良野駅               | 54.6km   |                                    |
| 石勝線    | 南千歳駅 - 串内信号場           | 105.05km |                                    |
| 室蘭本線  | 大岸駅 - 岩見沢駅               | 184.6km  |                                    |
| 室蘭本線  | 東室蘭駅 - 室蘭駅（支線）       | 7.0km    |                                    |
| ◇日高本線 | 苫小牧駅 - 鵡川駅               | 30.5km   |                                    |
| ◇千歳線   | 白石駅 - 沼ノ端駅               | 56.6km   |                                    |
| ◇千歳線   | 南千歳駅 - 新千歳空港駅（支線） | 2.6km    |                                    |
| ◇札沼線   | 桑園駅 - 北海道医療大学駅       | 28.9km   | 全区間を「学園都市線」の愛称で案内 |
| ●富良野線 | （富良野駅構内のみ）            | 0.75km   |                                    |

かつては石勝線夕張支線、函館本線上砂川支線、歌志内線、幌内線、札沼線（学園都市線）北海道医療大学駅 - 新十津川駅間、根室本線富良野駅 - 落合駅間も管轄していた。

## 工場
- 苗穂工場

## 車両基地
- 札幌運転所「札サウ」
- 苗穂運転所「札ナホ」
- 苫小牧運転所「札トマ」
- 岩見沢運転所「札イワ」[8]

## 乗務員配置区所

### 運転士配置区所
- 小樽運転所
- 札幌運転所
- 苗穂運転所
- 室蘭運転所
- 岩見沢運転所

### 車掌配置区所
- 札幌車掌所

## 施設関係区所

### 保線所
- 札幌保線所
  - 倶知安保線管理室
  - 小樽保線管理室
  - 札幌保線管理室
  - 江別保線管理室
  - 島松保線管理室
  - 石狩当別保線管理室
- 岩見沢保線所
  - 岩見沢保線管理室
  - 滝川保線管理室
  - 富良野保線管理室
- 室蘭保線所
  - 苫小牧保線管理室
  - 室蘭保線管理室
  - 伊達紋別保線管理室
  - 鵡川保線管理室
- 追分保線所
  - 追分保線管理室
  - 占冠保線管理室

### 電気所（電力・信通）
- 札幌電力所
- 札幌信号通信所
- 岩見沢電気所
  - 滝川派出所
  - 追分派出所
- 苫小牧電気所
  - 千歳派出所
  - 室蘭派出所

### 設備所
- 札幌設備所

### 構造物検査センター
- 札幌構造物検査センター

### レールセンター
- 岩見沢レールセンター

## 指令所
- 運行管理センター

## 病院
- JR札幌病院

## 運輸営業所
- 日高線運輸営業所（苫小牧市）

## 道外事務所
- 東京事務所

## 道外営業所
- 東京営業部（JR北海道プラザ東京支店）
- 仙台営業所（JR北海道プラザ仙台支店）
- 大阪営業所（JR北海道プラザ大阪支店）

## 関連会社
- 北海道ジェイ・アール・サービスネット - 本社管内および旭川支社管内の上富良野駅（富良野線）の駅業務受託。